# Hinrich Warrelmann
Hinrich Warrelmann (16 avril 1904 à Oldenbourg – 9 octobre 1980 à Westerkappeln) est un Generalmajor allemand qui a servi dans la Heer au sein de la Wehrmacht pendant la Seconde Guerre mondiale.
Il a été décoré de la croix de chevalier de la croix de fer avec feuilles de chêne. La croix de chevalier de la croix de fer et son grade supérieur, les feuilles de chêne, sont attribués pour récompenser un acte d'une extrême bravoure sur le champ de bataille ou un commandement militaire avec succès.

## Biographie
Hinrich Warrelmann est capturé par les forces britanniques en avril 1945.

## Décorations
- Croix de fer (1939)
  - 2e classe (21 septembre 1939)
  - 1re classe (13 juin 1940)
- Insigne des blessés (1939)
  - en noir
- Agrafe de la liste d'honneur de l'armée (Ehrenblatt des Deutschen Heeres) (27 février 1944)
- Croix allemande en or (28 février 1942)
- Croix de chevalier de la croix de fer avec feuilles de chêne
  - Croix de chevalier le 16 avril 1944 en tant que Oberst et commandant du Grenadier-Regiment 502[1]
  - 555e feuilles de chêne le 19 août 1944 en tant que Oberst et commandant du Grenadier-Regiment 502[2]